# El Toro (Freizeitpark Plohn)
Pour les articles homonymes, voir El Toro.
El Toro sont des montagnes russes en bois du parc Freizeitpark Plohn, situé en Saxe dans la municipalité de Lengenfeld, en Allemagne. Ce sont les troisièmes montagnes russes construites par Great Coasters International en Europe, après Thunderbird à PowerPark, en Finlande et Troy à Toverland, aux Pays-Bas. Elles ont coûté 5,1 millions d'euros et ont été cofinancées par le Fonds européen de développement régional. 

## Parcours
Le parcours a une longueur de 725,1 mètres et une hauteur de 24,5 mètres. Les trains ont une vitesse maximale de 73,4 km/h. Ils passent dans deux tunnels sous un parcours de bûches.

## Train
El Toro a un train de douze wagons. Les passagers sont placés à deux sur un rang pour un total de vingt-quatre passagers par train. Le train est du modèle Millennium Flyer.

## Classements
En 2011, El Toro s'est placé à la 7e place du classement des meilleures montagnes russes en bois du Mitch Hawker Internet Poll, un sondage sur Internet. Il s'est classé à la 35e place des Golden Ticket Awards des meilleures montagnes russes en bois.
| Rang | 20 | 13 | 7 |